# 鍬先祐弥
鍬先 祐弥（くわさき ゆうや、1998年5月15日 - ）は、長崎県長崎市出身のプロサッカー選手。Jリーグ・ヴィッセル神戸所属。ポジションはミッドフィールダー（MF）。

## 略歴
長崎南山中学では2013年に岐阜で開催された全国中学校サッカー大会に出場した。東福岡高校では2年次と3年次に全国高等学校サッカー選手権大会に出場。2大会連続で大会優秀選手に選ばれている。また第94回大会後に日本高校サッカー選抜メンバーに選出され、デュッセルドルフ国際ユースサッカー大会に参加した。
高校卒業後は早稲田大学に進学（同期に山田晃士、阿部隼人）。2018年8月にはイタリア遠征を行う全日本大学選抜のメンバーに選出された。またこの年の関東大学サッカーリーグ1部ではチームとして3年ぶりの優勝を果たした。
2020年12月10日、2021シーズンからのV・ファーレン長崎加入内定が発表された。
2024年、J1のヴィッセル神戸に完全移籍。

## 所属クラブ
- 長崎市立山里小学校
- 長崎南山中学校
- 東福岡高校
- 早稲田大学
- 2021年 - 2023年  V・ファーレン長崎
- 2024年 -  ヴィッセル神戸

## 個人成績
| 国内大会個人成績 | 国内大会個人成績 | 国内大会個人成績 | 国内大会個人成績 | 国内大会個人成績 | 国内大会個人成績 | 国内大会個人成績 | 国内大会個人成績 | 国内大会個人成績 | 国内大会個人成績 | 国内大会個人成績 | 国内大会個人成績 |
| 年度             | クラブ           | 背番号           | リーグ           | リーグ戦         | リーグ戦         | リーグ杯         | リーグ杯         | オープン杯       | オープン杯       | 期間通算         | 期間通算         |
| 年度             | クラブ           | 背番号           | リーグ           | 出場             | 得点             | 出場             | 得点             | 出場             | 得点             | 出場             | 得点             |
| 日本             | 日本             | 日本             | 日本             | リーグ戦         | リーグ戦         | リーグ杯         | リーグ杯         | 天皇杯           | 天皇杯           | 期間通算         | 期間通算         |
| ---------------- | ---------------- | ---------------- | ---------------- | ---------------- | ---------------- | ---------------- | ---------------- | ---------------- | ---------------- | ---------------- | ---------------- |
| 2021             | 長崎             | 22               | J2               | 33               | 1                | -                | -                | 3                | 0                | 36               | 1                |
| 2022             | 長崎             | 6                | J2               | 34               | 1                | -                | -                | 3                | 0                | 37               | 1                |
| 2023             | 長崎             | 6                | J2               | 37               | 1                | -                | -                | 0                | 0                | 37               | 1                |
| 2024             | 神戸             | 25               | J1               | 12               | 0                | 2                | 0                | 4                | 0                | 18               | 0                |
| 通算             | 日本             | 日本             | J1               | 12               | 0                | 2                | 0                | 4                | 0                | 18               | 0                |
| 通算             | 日本             | 日本             | J2               | 104              | 3                | -                | -                | 6                | 0                | 110              | 3                |
| 総通算           | 総通算           | 総通算           | 総通算           | 116              | 3                | 2                | 0                | 10               | 0                | 128              | 3                |

| 国際大会個人成績 | 国際大会個人成績 | 国際大会個人成績 | 国際大会個人成績 | 国際大会個人成績 |
| 年度             | クラブ           | 背番号           | 出場             | 得点             |
| AFC              | AFC              | AFC              | ACL              | ACL              |
| ---------------- | ---------------- | ---------------- | ---------------- | ---------------- |
| 2024-25          | 神戸             | 25               | 9                | 1                |
| 通算             | AFC              | AFC              | 9                | 1                |

## タイトル

### クラブ
東福岡高校
- 全国高等学校サッカー選手権大会（2015年）
- 全国高等学校総合体育大会サッカー競技大会（2015年）

ヴィッセル神戸
- J1リーグ：1回（2024年）
- 天皇杯 JFA 全日本サッカー選手権大会：1回（2024年）

### 個人
- 全国高等学校サッカー選手権大会（2015年、2016年）
- 関東大学サッカーリーグ戦・ベストイレブン（2020年）

## 代表歴
- 2016年 日本高校選抜
- 2017年 日本高校選抜候補
- 2018年 全日本大学選抜